# The Sims 2: Seasons
The Sims 2: Seasons è il quinto expansion pack per il videogioco di simulazione per computer The Sims 2, che introduce le stagioni e varie attività stagionali.

## Stagioni
Vengono introdotte le condizioni climatiche in ciascun lotto. Un nuovo indicatore nella modalità "Vivi" indica la stagione in cui ci si trova e i giorni di essa che ci rimangono. Ogni stagione dura circa 5 o 6 giorni, e successivamente è possibile anche modificare l'alternarsi delle stagioni del quartiere. L'espansione introduce un miglioramento della grafica, con una realistica rappresentazione delle condizioni meteo: la neve si posa lentamente su ogni oggetto che si trova all'esterno, aumentando man mano il proprio spessore; in autunno le foglie cominciano a cadere dagli alberi. Con la pioggia i sims reagiscono subito, e questa è accompagnata da lampi che possono anche colpirli. La grandine può essere fatale per i sims.

### Estate
L'estate è la stagione base che è già stata sempre presente in The Sims 2. È rivolta per lo più al divertimento e alle relazioni con gli amici. Se i Sims passano troppo tempo esposti al sole, potranno avere delle insolazioni e scottarsi ed è opportuno rinfrescarsi con un bagno in piscina oppure bevendo un bicchiere d'acqua. Sono stati aggiunti nuovi attrezzi e nuove interazioni per le piscine come lo scivolo, i bordi arrotondati e il gioco di "Marco Polo". È anche possibile che i Sims pratichino il "Giocare a lanciarsi palloncini d'acqua".

### Primavera
La primavera è rivolta soprattutto alla vita romantica e all'amore. Sono presenti spesso piogge, con tuoni e pozzanghere. Altre giornate sono invece soleggiate e rendono possibile ai sims dedicarsi a catturare le farfalle o alla pesca, e di notte si possono prendere le lucciole, per conservarle in appositi contenitori.

### Autunno
L'autunno è rivolto per lo più al lavoro e allo sviluppo delle abilità: solo in questa stagione, mentre un Sims sta apprendendo un'abilità, al di sopra dell'indicatore compare un simbolo che indica che l'apprendimento si svolge più velocemente. Le attività autunnali sono raccogliere le foglie cadute dagli alberi, giocarci, coltivare, raccogliere frutti e verdure, giocare a lanciarsi una pallina.

### Inverno
L'inverno è rivolto soprattutto alle relazioni sociali con la famiglia. In questa stagione è disponibile l'interazione che permette ai Sims di farsi regali. Le nuove attività invernali sono: giocare al combattimento a palle di neve, costruire pupazzi di neve, fare l'angelo di neve. La neve si deposita dappertutto anche sui quartieri vicini al proprio.

## Altre aggiunte
Ogni Sim ha con sé un indicatore termico posto accanto alla propria icona, che cambia il colore a seconda della temperatura in cui si trovano. Quando i Sims hanno freddo il colore diventerà blu, se invece il colore è rosso vuol dire che sono molto accalorati o anche scottati dal sole. Questo può influire sulla salute del Sim: se, per esempio, il Sim ha caldo, può svenire. Se ha freddo (probabilmente perché non indossava gli abiti giusti), può congelarsi, e questo può portarlo alla morte, dato che i bisogni calano drasticamente.
In inverno a volte apparirà il pinguino, che cercherà di prendere il pesce in esposizione sui muri (se il pesce sarà lasciato a terra, il pinguino non perderà un secondo a divorarselo). C'è la possibilità di interagire con il pinguino accarezzandolo.
Inoltre sono presenti 6 nuove carriere: Giornalismo, Legge, Avventura, Musica, Giochi ed Educazione.
Un'altra aggiunta è quella di un nuovo quartiere: Fiumefertile, che inizia in inverno.

## Nuovi Stemmi
Sono stati aggiunti altri due "stemmi dei talenti", che si integrano con quelli dell'espansione Funky Business: la pesca, che permette l'utilizzo di nuove esche e aumenta l'abilità nella cattura, ed il giardinaggio, che permette progressivamente di piantare nuovi prodotti. Viene reso disponibile del terreno fertile dove è possibile far crescere ortaggi come cetrioli, fagiolini, pomodori, fragole, melanzane. La sezione giardinaggio è nella Modalità costruisci, sottosezione del "Centro Giardinaggio". È possibile far valutare il proprio giardino da esperti del Club del Giardinaggio.
- Senza stemma giardinaggio: Pomodori.
- Stemma bronzo giardinaggio: Pomodori, fagiolini, fragole.
- Stemma argento giardinaggio: Pomodori, fagiolini, fragole, melanzane, peperoni.
- Stemma oro giardinaggio: Il Sim assume il potere della "Lingua delle piante" con cui potrà far crescere più velocemente le piante.

Nella modalità giardinaggio sono disponibili i tre alberi da frutto dell'Ambrosia (limone, arancio, melo) che, a differenza delle piante da orto, rimangono dopo aver ritirato il loro raccolto.
Nella modalità Compra, nei piccoli elettrodomestici, sarà disponibile la macchinetta per la cioccolata e la centrifuga, con quest'ultima si possono preparare dei centrifugati degli ortaggi raccolti.

### Succhi
Con il centrifugatore di ortaggi sarà possibile creare succhi, di cui alcuni influiranno sul sim.
- Succo di melanzana (Solo se le melanzane sono saporite o deliziose): Viene aggiunto un punto abilità a caso al sim.
- Limonata e fragole: il sim raggiungerà il livello platino di umore.
- cocktail di bellezza: funziona come il filtro d'amore n°8,5.
- succo di stivale: abbassa l'umore di un sim. È possibile crearlo solo pescando uno stivale nel laghetto.

## I Vegesims
Le creature aggiunte con questa espansione sono pacifici esseri vegetali che hanno bisogno solo di acqua, sole e amore. Un Sim può trasformarsi in un Vegesim trascorrendo molto tempo alla cura delle piante, in particolare irrorando antiparassitari sugli alberi da frutto (melo, arancio e albero di limone dell'Ambrosia). Può tornare normale comprando l'apposita pozione dalla zingara sentimentale (per chi ha Nightlife, che può essere chiamata da un qualsiasi telefono dalla voce "Servizi"), oppure comprandola da un membro del Club del Giardinaggio. I Vegesims hanno solo le fasi di crescita "neonato", "adulto" e "anziano", possono riprodursi attraverso impollinazione, ossia senza il bisogno di avere un rapporto con un Sim dell'altro sesso. I neonati che nascono hanno le stesse abilità sviluppate allo stesso livello del genitore. Hanno sviluppato al massimo livello lo stemma Giardinaggio essendo un tutt'uno con la natura. Possono interagire con i sims "normali", facendo lo scherzo di soffiare del polline, oppure emanando spore di felicità, che aumentano il livello di soddisfacimento dei bisogni di chi sta loro vicino.